# Tribunizisches Rogationsrecht
Das Rogationsrecht (aus lat. rogare = „fragen“) war ein Rede-, Verhandlungs- und später Entscheidungsrecht der Volkstribune in der Zeit der römischen Republik.
Ursprünglich als bloßes Rederecht zugestanden, hatten die Tribunen lediglich die Befugnis, ihre Versammlungen unter ungestörten Voraussetzungen abzuhalten. Sie durften ihren Willen äußern, in rechtlicher Hinsicht schufen die Äußerungen und Erklärungen keinerlei Verbindlichkeit. Sozial durch die erfolgreichen Standeskämpfe mit den Patriziern gestärkt, wuchs die Autorität der Tribunen erheblich an. Spätestens mit der 287 v. Chr. erlassenen lex Hortensia erhielten ihre Erklärungen und Resolutionen verbindliche Rechtsqualität. Ihre Rogationen flossen von nun an unmittelbar in Gesetze ein, die so genannten Plebiszite. Diese galten für das Gesamtvolk und beruhten auf essentieller Mitwirkung des Volkstribunats, hergeleitet aus dem ius agendi cum plebe.
Bei dem Recht des Volkstribunats, für die Plebs zu verhandeln, konnten die Tribunen eine weitere gesellschaftliche Rechtsposition für sich stärken, denn im rein plebiszitär besetzten concilium plebis übten sie sehr weitreichende Antragsrechte aus. Diese hatten legislative Qualität (Gesetzgebung), in einer ohnehin nicht gewaltengeteilten verfassungspolitischen Landschaft hatten sie auch judikative Kraft (Rechtsprechung). Im concilium führten sie Gerichtsprozesse, vornehmlich gegen Magistrate, aber auch missliebige Amtskollegen und Private. Diese Verfahren sind bekannt als die tribunizischen Prozesse.

## Entwicklung
Das Rogationsrecht, später das Antragsrecht im tribunizischen Prozess, entwickelte sich aus einer einfachen Form der Auseinandersetzung, den Contionen. Das waren Zusammenkünfte, bei denen die politischen Akteure ihre Ansichten und Vorstellungen unterbreiteten. Interessierte nutzten die Veranstaltung auch für eine eigene Willensbildung (ius contionandi). Livius berichtet, dass eine contio dazu einberufen worden sei, dass Lucius Aemilius Paullus Macedonicus Gelegenheit erhält, vom dritten makedonischen Krieg zu berichten. Ciceros wiederum berichtet, dass Sulpicius Rufus tägliche contiones abgehalten habe. Die Reden führten die Tribunen zum Volk gewandt, anfänglich auf dem Comitium, später dem Forum.
Aus den Contionen entwickelte sich das Rogationsrecht. Nach heutigem Forschungsstand kann festgehalten werden, dass die lex Hortensia des Diktators Quintus Hortensius es war, die für die für den Achtungserfolg der staatspolitischen Rechtsverbindlichkeit von Plebisziten sorgte. Dabei war die Lex Hortensia selbst als Komitialgesetz geschaffen worden. Die zeitgenössische Geschichtsschreibung verwies – durchaus widersprüchlich – in anderen Rechtszusammenhängen immer wieder darauf, dass bereits frühere Gesetze dafür ausschlaggebend gewesen seien. Die Frage der Beteiligung des Senats im Wechselbezug zu der der Tribunen war auch nicht davor gelöst worden. Im Verständnis der historischen Quellen, sollten die weitreichenden Zugeständnisse an die Plebs die aufgetürmten Schulden kompensieren helfen, die aufgrund der Plünderung der Kriegskassen beim Volk entstanden waren. Im Ergebnis wurde das tribunizische Rogationsrecht damit institutionalisiert und auf eine verfassungsrechtliche Ebene gehoben. Im Gegenzug erhoffte sich insbesondere der Senat, der auf die Spruchkörper der Zenturiats- und Tributkomitien unmittelbar ja Einfluss nehmen konnte, dass den revolutionären Züge tribunizischer Politik künftig Einhalt geboten werden könnte.

## Verfahrensregeln
Tribunizische Rogationen mussten bestimmte Verfahrensregeln verbindlich beachten. Dabei gab es Vorschriften, die nur für diesen Spruchkörper relevant waren, etwa im concilium plebis. Eine Regel bestand darin, dass sachlich unterschiedliche Vorgänge nicht in einem Gesetzesantrag zusammengefasst werden durften, da ein altes Verbot entgegenstand, die rogatio per saturam. Die Regel galt für alle Rogationen und wurde ursprünglich aus dem mos maiorum hergeleitet. Die lex Caecilia Didia aus dem Jahr 98 v. Chr. schaffte dafür eine positivrechtliche Grundlage. Bedeutung erlangten die Verfahrensregeln überhaupt erst, als Plebiszite aus bloßen Resolutionen entstanden. Erst in der späten Republik (62 v. Chr.) verlangte ein Konsulargesetz, die lex Licinia Iunia, dass promulgierte Gesetzesanträge im Ärar zu hinterlegen waren.
Im Concilium war besonders das Gebot an die Oblativauspizien (unerwünschten Zeichen) zu beachten, was nicht für die Impetrativauspizien (erwünschten Zeichen) galt, weil vor dem Concilium keine Auspikationen stattfanden. Die „Meldung böser Vorzeichen“, die „Obnuntation“, oblag seit den leges Fufia Caninia und darauf aufbauend Aelia Sentia (Mitte des 2. Jahrhunderts v. Chr.) dem Volkstribunat.

## Verhältnis zum Senat
Juristisch geschult waren die Volkstribunen nicht. Es wird davon ausgegangen, dass sie Consilien veranstalteten, wenn es schwierigere Rogationen zu beraten galt. Bei vielen Gesetzesinitiativen wurde der Senat ins Einvernehmen gesetzt, was besonders für den privatrechtlichen Bereich galt. Ein Beispiel für das Zusammenwirken der Gremien kann in der lex Aquilia, wohl aus dem Jahr 286 v. Chr., gesehen werden, die der Regelung von Schadensersatz diente. Etliche Gesetzesrogationen betrafen das Personenrecht, etwa das Bürgschaftsrecht und das Erbrecht, zum Beispiel zu den Legatsbeschränkungen. Bedeutung erlangten in diesem Zusammenhang die leges Publilia (Apuleia und Furia). Die Zustimmung des Senats erging aufgrund des Relationsrecht (ius agendi cum senatu) durch förmlichen Senatsbeschluss. Die Mehrzahl der Entscheidungen verliefen in konsensualer Abstimmung mit dem Senat.
Plebiszite wurden nach der wegweisenden lex Hortensia durchaus auch gegen den Willen des Senats rogiert. Erstes Beispiel war das Siedlungsgesetz des Gaius Flaminius aus dem Jahr 232 v. Chr., das die Zuweisung des ager Gallicus regelte, um den kriegsbedingt leidenden Bauernstand zu stärken, dies allerdings bei Unterbindung der Mitwirkung des Senats. Auch nach dem Beginn des zweiten punischen Krieges ergaben sich – gegen den Willen der Senatsaristokratie rogierte – Plebiszite, so 217 v. Chr. das gegen die Erweiterung der diktatorischen Gewalt Fabius’ auf dessen Stellvertreter, 204 v. Chr. die lex Cincia mit ihren Schenkungsbeschränkungen oder 195 v. Chr. die tribunizische Rogation zur Außerkraftsetzung der lex Oppia.
Ähnlichkeiten und Unterschiede der Gesetzgebung der Organe Volk (leges, plebescita), Senat (senatus consulta), Kaiser (constitutiones) und in Abgrenzung dazu der Prätoren (edictae, edictum perpetuum) beschrieb im Anschluss an die hier noch unpräzisen Glossatoren und im Geist der humanistischen Bewegung, Jacques Cujas.